# デイヴィッド・ハルバースタム

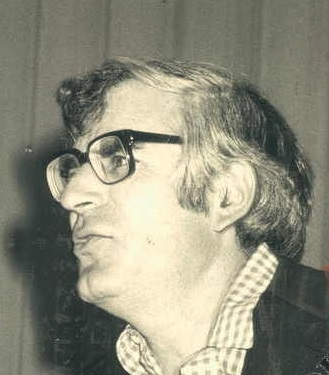
デイヴィッド・ハルバースタム (1978年)

デイヴィッド・ハルバースタム（David Halberstam, 1934年4月10日 - 2007年4月23日）はアメリカ合衆国のジャーナリスト。ベトナム戦争の報道で知られ、ピューリッツァー賞受賞者である。

## プロフィール

### 地方紙記者
1934年にニューヨークで生まれた。ブロンクスのユダヤ系アメリカ人として育った。両親はそれぞれ医師と教師を務めていた。1955年にハーバード大学のジャーナリズム専攻を卒業後、ミシシッピ州ウエストポイントの地方紙で記者として働いた。第二次世界大戦後の1950年代から1960年代の初期にかけて高まっていた公民権運動の取材などをおこなっている。

### ベトナム戦争
その後ニューヨーク・タイムズの記者として南ベトナムに赴き、15ヵ月間ベトナム戦争介入初期の取材をおこなった。ハルバースタムのベトナムからのレポートの多くが、ジョン・F・ケネディ大統領が推し進めたベトナム戦争への介入政策拡大に反対するものだったため、ケネディ大統領はハルバースタムの配置変えを求めたともいわれる。1964年にベトナムを巡る報道によりピューリッツァー賞を受賞した。『ベトナムの泥沼から』でベトナム戦争に「泥沼」（Quagmire）という代名詞を定着させた。
ハルバースタムはアメリカをベトナム戦争に導くことになったケネディと、ケネディ政権の副大統領を務め、ケネディの政策を継いでベトナム戦争を拡大したリンドン・ジョンソン政権の政治エリート達を中心に描いた『ベスト・アンド・ブライテスト』でその名声を不動のものにした。ハルバースタムの作風は、事実を淡々と書くボブ・ウッドワードの作風とは対照的である。読者の注意をわしづかみにする導入や逸話の挿入、刺激的な語句の使用とドラマチックな展開は彼の著作を他のジャーナリストのそれから際だたせるものとなっている。

### 結婚
1960年代末に当時のポーランドの共産主義政権から国外退去処分を受けると、妻でポーランド人映画女優のエルジュビエータ（エリザベス）・チジェフスカ（チジェフスカはポーランド人映画監督のイエジー・スコリモフスキと離婚後、当時ニューヨーク・タイムズのワルシャワ特派員だったハルバースタムと1965年にワルシャワで再婚）と共にニューヨークへ戻る。1979年に作家のジーン・サンドネスと再婚。

### 様々な著作
その後ハルバースタムはさまざまなテーマに積極的に取り組む。好景気に沸く1950年代のアメリカの姿をあらゆる角度から追った『ザ・フィフティーズ』や日米の自動車産業の興隆と衰退を追った『覇者の驕り』、アメリカの4つの巨大メディアグループの歴史を追った『メディアの権力』など傑作が多い。
またハルバースタムはスポーツジャーナリストとしても知られており、マイケル・ジョーダンやメジャーリーグベースボール（MLB）について書いた著作がある。来日経験もあり、日本外国特派員協会で会見を行っている。

### 死去
2007年4月23日、カリフォルニア州メンローパークで自動車事故により死去。73歳だった。朝鮮戦争に関する著書『The Coldest Winter』を完成した直後だった。死の直前までイラク戦争についての著作を執筆すべく取材を精力的に続けていたという。

## 著作
- The Unfinished Odyssey of Robert Kennedy, 1965
- The Making of a Quagmire: America and Vietnam during the Kennedy Era, 1965
  - 『ベトナム戦争』 泉鴻之・林雄一郎訳、みすず書房, 1968年
    - 改題『ベトナムの泥沼から』 みすず書房, 1987年、新装版2019年
- Ho, 1971
  - 『ホー・チ・ミン』 新庄哲夫訳、角川書店〈角川文庫〉, 1977年
- The Best and the Brightest, 1972
  - 『ベスト&ブライテスト』各・全3巻、浅野輔訳、サイマル出版会, 1976年、新版1983年
    - 新編 朝日新聞社〈朝日文庫〉, 1999年／二玄社 , 2009年
- The Powers That Be, 1979
  - 『メディアの権力』 筑紫哲也・東郷茂彦・斎田一路訳、サイマル出版会 全3巻, 1983年／朝日文庫 全4巻, 1999年
- Breaks of the Game, 1981
  - 『勝負の分かれ目―力と金と才能のドラマ』 浅野輔訳、サイマル出版会（上・下）, 1984年
- The Amateurs: The Story of Four Young Men and Their Quest for an Olympic Gold Medal, 1985
  - 『栄光と狂気―オリンピックに憑かれた男たち』 土屋政雄訳、TBSブリタニカ, 1987年

1996年に日本・アメリカ・カナダ合作で『栄光と狂気』（原題：Rowing Through）のタイトルで劇映画化。
- The Reckoning, 1986 - NHK特集「自動車（全4回）」でも案内解説した。
  - 『覇者の驕り―自動車・男たちの産業史』（上・下）、高橋伯夫訳、日本放送出版協会, 1987年／新潮文庫, 1990年
- Summer of '49, 1989
  - 『男たちの大リーグ』 常盤新平訳、JICC出版局, 1993年／宝島社文庫, 2000年

MLBのジョー・ディマジオとテッド・ウィリアムズを軸にニューヨーク・ヤンキースとボストン・レッドソックスの伝説的な熱闘を描く
- The Next Century, 1991
  - 『ネクスト・センチュリー』 浅野輔訳、TBSブリタニカ, 1991年
- The Fifties, 1993
  - 『ザ・フィフティーズ―1950年代アメリカの光と影』 金子宣子訳、新潮社（上・下）, 1997年／新潮社［新潮Oh!文庫］全3巻, 2002年
  - 『ザ・フィフティーズ―1950年代アメリカの光と影』 峯村利哉訳、筑摩書房［ちくま文庫］ 全3巻, 2015年
- October Nineteen Sixty-Four, 1994
  - 『さらばヤンキース―運命のワールドシリーズ』 水上峰雄訳、新潮文庫（上・下）, 1996年

MLBの1964年のワールドシリーズと1964年のレギュラーシーズンを主題としてニューヨーク・ヤンキースの凋落を描く
- Freedom Riders, 1998
- The Children, 1999
- Playing for Keeps: Michael Jordan and the World He Made, 1999
  - 『ジョーダン』 鈴木主税訳、集英社, 1999年
- War in a Time of Peace: Bush, Clinton, and the Generals, 2001
  - 『静かなる戦争―アメリカの栄光と挫折』 小倉慶郎ほか全6名訳、PHP研究所（上・下）, 2003年
- New York September 11, 2001
  - 『ニューヨーク セプテンバー 11』 金子宣子訳、新潮社, 2001年
- Defining a Nation: Our America and the Sources of Its Strength, 2002
- Firehouse, 2002
  - 『ファイアハウス』 鈴木主税訳、集英社, 2003年
- The Teammates, 2003
  - 『鳥には巣、蜘蛛には網、人には友情。』 鈴木亜希子訳、不空社, 2004年
- Bill Belichick: The Education of a Coach, 2005
- The Coldest Winter, 2007　
  - 『ザ・コールデスト・ウインター　朝鮮戦争』（上・下）、山田耕介・山田侑平訳、文藝春秋, 2009年／文春文庫, 2012年

日本向け書き下ろし
- 『アメリカ&ジャパン―成功の代償』 斎田一路訳、サイマル出版会、1987年
- 『戦争ゲーム』 筑紫哲也訳、講談社, 1991年/講談社文庫, 1992年
- 『幻想の超大国―アメリカの世紀の終わりに』 狩野秀之訳、講談社, 1993年/講談社文庫, 1994年